# Santiago Díaz Moyano
Santiago Díaz Moyano (Hinojosa del Duque, província de Córdoba, 1872 – Vilanova i la Geltrú, 1952) fou un militar espanyol. Fill d'una família modesta, va ingressar a l'Acadèmia de Cavalleria. El 1897 fou destinat com a sotstinent a Vilanova i la Geltrú, i on es va casar amb una vilanovina el 1900. Després de diversos destins, el 1921 fou enviat com a capità al Protectorat Espanyol al Marroc. El 1932 es va retirar de l'exèrcit amb el grau de coronel i s'establí a Vilanova. Fou un dels alcaldes accidentals de la ciutat després dels fets del sis d'octubre de 1934.
En esclatar la guerra civil espanyola el seu fill gran, Arturo, que era tinent de cavalleria, va ser afusellat al castell de Montjuïc el 4 de desembre de 1936 per unir-se als revoltats; el seu fill petit, Santiago, fou assassinat als carrers de Vilanova el 7 d'agost de 1936 a la sortida del cinema per un escamot incontrolat. Malgrat aquests fets, va romandre a Vilanova fins al final de la guerra. Quan les tropes nacionals entraren a Vilanova el gener de 1939 fou nomenat cap de la gestora que va governar el consistori fins que el governador Antonio Correa Veglison va nomenar el primer alcalde el 1941. El seu mandat es caracteritzà per l'austeritat i la senzillesa i no es va deixar endur pel revengisme, tot i la política de depuració de les autoritats franquistes. El 1943 va ser nomenat jutge militar, i el 1945 es va retirar definitivament a Vilanova i la Geltrú, on va morir als 80 anys.